# تیم برتون
تیموتی والتر برتون (انگلیسی: Timothy Walter Burton؛ زادهٔ ۲۵ اوت ۱۹۵۸) فیلم‌ساز آمریکایی است. برتون به دلیل دیدگاه متفاوت، سبک ویژه و منحصربه‌فرد در فیلم‌سازی و طراحی شخصیت‌هایی عجیب و متفاوت معروف شده‌است و از برجسته‌ترین کارگردان‌ها به‌شمار می‌رود. او تاکنون بارها برای جوایز گوناگونی از جمله گلدن گلوب و اسکار نامزد شده و جوایزی را نیز دریافت کرده‌است. برتون همچنین نویسنده و نقاش کتاب شعر مرگ غم‌انگیز پسر صدفی و قصه‌های دیگر که در سال ۱۹۹۷ منتشر شد و نیز کتاب طراحی‌هایش یعنی هنر تیم برتون که در سال ۲۰۰۹ انتشار یافت، است.
تیم برتون در بربنک، کالیفرنیا زاده شد. او در کودکی به دیدن فیلم‌های ترسناک و علمی–تخیلی علاقه داشت و از نوجوانی شروع به ساخت پویانمایی‌هایی به روش استاپ‌موشن و فیلم‌های ۸ میلی‌متری سیاه‌وسفید کرد. پس از دبیرستان، برای یادگرفتن فیلم‌سازی و انیمیشن به صورت حرفه‌ای به مؤسسهٔ هنرهای کالیفرنیا رفت و سپس در استودیوی والت دیزنی مشغول به کار شد. او از سال ۱۹۸۲ تاکنون در عرصهٔ فیلم‌سازی فعال بوده‌است.
تیم برتون با فیلم‌های عجیبی مثل: بیتل‌جوس، ادوارد دست‌قیچی، کابوس قبل از کریسمس، اد وود، اسلیپی هالو، عروس مرده، سوئینی تاد: آرایشگر شیطانی خیابان فلیت، ۹، سایه‌های سیاه و فیلم‌های محبوب و موفقی مثل: ماجراجویی بزرگ پی‌وی، بتمن، بازگشت بتمن، سیارهٔ میمون‌ها، چارلی و کارخانهٔ شکلات‌سازی، آلیس در سرزمین عجایب و فرنکن‌وینی شناخته شده‌است. او همچنین علاوه بر کارگردانی و تهیه‌کنندگی، نویسندهٔ داستان فیلم‌های ادوارد دست قیچی، کابوس قبل از کریسمس و فرنکن‌وینی و طراح شخصیت‌های انیمیشن‌های عروس مرده و کابوس قبل از کریسمس بوده‌است.
برتون اغلب با تعداد خاصی از هنرمندان در آثار خود همکاری می‌کند. مانند جانی دپ که از اولین همکاری‌شان در فیلم ادوارد دست قیچی تا به حال دوست صمیمی برتون بوده‌است و در ۸ فیلم با هم همکاری کرده‌اند. هلنا بونهام کارتر، شریک زندگی سابق او که در بیشتر آثار او حضور دارد و موسیقی‌دان دنی الفمن که برای همهٔ آثار برتون در مقام کارگردان یا تهیه‌کننده به جز پنج فیلم، آهنگ ساخته‌است.

## آغاز زندگی
تیم برتون در ۲۵ اوت ۱۹۵۸ در بربنک، کالیفرنیا زاده شد. مادرش جین برتون (اریکسون) مالک یک فروشگاه هدیه بود و پدرش بیل برتون در پارک بربنک و ادارهٔ تفریحات و سرگرمی کار می‌کرد. او یک برادر به نام دنیل دارد که ۳ سال از او کوچکتر است. او هم هنرمند است. تیم در کودکی خیلی درونگرا بود و به سینما رفتن و نقاشی کشیدن علاقه داشت. او همچنین به فیلم‌های ترسناک و علمی–تخیلی مانند گودزیلا و فرانکشتاین، ساخته شرکت همر، آثار ری هری‌هازن مانند جیسون و آرگونات‌ها و هفتمین سفر دریایی سندباد، فیلم‌های وینسنت پرایس و آثار ادگار آلن پو علاقه داشت. ساخته‌های او هم تحت تأثیر این آثار قرار دارند. برتون در کودکی در حیاط خانه‌شان فیلم‌های کوتاه به روش استاپ‌موشن و فیلم‌های ۸ میلی‌متری سیاه و سفید می‌ساخت. یکی از فیلم‌های دورهٔ نوجوانی او جزیرهٔ دکتر آگر است که آنرا در سن ۱۳ سالگی ساخت. او در دبیرستان بربنک تحصیل کرد. اما دانش‌آموز خیلی خوبی نبود و به جای درس خواندن، فیلم می‌ساخت. استعداد هنری او خیلی زود آشکار شد. او در نوجوانی در یک مسابقهٔ طراحی پوستر برای ترویج زباله نریختن شرکت کرد. او علاوه بر این که نفر اول مسابقه شد و ۱۰ دلار جایزه گرفت، تا ۲ ماه هم از طرح او روی کامیون‌های حمل زبالهٔ شهر بربنک استفاده شد. با فرارسیدن کریسمس و هالووین هم ساکنین شهر به او پول می‌دادند تا روی شیشه برای آنها طرح‌های مناسب فصل، مانند کدوی هالووین، اسکلت، عنکبوت و آدم‌برفی بکشد.
تیم برتون در سن ۱۸ سالگی و پس از فارغ‌التحصیلی از دبیرستان برای یادگیری انیمیشن به مؤسسهٔ هنرهای کالیفرنیا رفت که استودیوی والت دیزنی آن را تأسیس کرده بود. او در زمان دانشجویی در مؤسسهٔ هنرهای کالیفرنیا فیلم‌های کوتاهی مانند ساقهٔ کرفس غول‌پیکر و پادشاه و اختاپوس را ساخت که از آن‌ها فقط قسمت‌هایی باقی مانده‌اند.

## حرفه
برتون در سال ۱۹۷۹ از مؤسسهٔ هنرهای کالیفرنیا فارغ‌التحصیل شد و به عنوان انیمیشن‌ساز برای فیلم روباه و سگ شکاری به استودیو دیزنی پیوست. او انیمیشن‌ساز و ایده‌پرداز فیلم‌هایی مانند روباه و سگ شکاری، دیگ سیاه و ترون بود. او در سال ۱۹۸۲ در حالی که در استودیو دیزنی کار می‌کرد نخستین فیلم کوتاه خود یعنی وینسنت که فیلمی ۶ دقیقه‌ای و سیاه‌وسفید بود را بر اساس شعری از خودش و به روش استاپ‌موشن ساخت. این فیلم داستان پسر جوانی است که در خیال خود، خودش را به جای وینسنت پرایس، قهرمانش (و قهرمان برتون) می‌بیند. تیم برتون و پرایس راوی این فیلم بودند. پروژهٔ بعدی برتون فیلم کوتاه هنسل و گرتل بود که اقتباسی با تم ژاپنی از داستان برادران گریم بود که برای شبکه دیزنی ساخته شد. این فیلم فقط یک بار در شب هالووین سال ۱۹۸۳ پخش شد و پس از آن کنار گذاشته شد. فیلم کوتاه بعدی او، فرنکن‌وینی، فیلمی الهام‌گرفته از داستان فرانکشتاین بود که سال ۱۹۸۴ اکران شد. داستان این فیلم دربارهٔ پسر جوانی است که سعی می‌کند سگ خود را پس از اینکه با ماشین تصادف می‌کند، دوباره زنده کند. تیم برتون در سال ۱۹۸۴ و پس از ساخت این فیلم، استودیو دیزنی را ترک کرد چون سبک شخصی او با استانداردهای دیزنی متفاوت بود و برتون علاقه داشت در پروژه‌هایی کار کند که متناسب با دیدگاه خاص خودش باشند.
ماجراجویی بزرگ پی‌وی
کمی پس از اینکه بازیگری به نام پل روبنز فیلم فرنکن‌وینی را دید، برتون را برای کارگردانی فیلمی سینمایی برگرفته از شخصیت مورد علاقه خود به نام «پی‌وی هرمان» انتخاب کرد. تیم برتون که طرفدار گروه موسیقی عجیب و غریب اوینگو بوینگو بود از دنی الفمن، آهنگساز گروه خواست تا برای این فیلم آهنگسازی کند. پس از آن الفمن، آهنگسازی همه به جز ۵ فیلم (پسر ملوان، اد وود، جیمز و هلوی غول پیکر، بتمن برای همیشه و سوئینی تاد: آرایشگر شیطانی خیابان فلیت) از آثار برتون را در مقام کارگردان و/یا تهیه‌کننده بر عهده داشت. فیلم ماجراجویی بزرگ پی‌وی در سال ۱۹۸۵ و با بودجهٔ ۷ میلیون دلاری ساخته شد و بیش از ۴۰ میلیون دلار فروش کرد.
بیتل‌جوس
پس از کارگردانی چند قسمت از مجموعهٔ تلویزیونی آلفرد هیچکاک تقدیم می‌کند و تئاتر افسانه پریان ساختهٔ شلی دووال، به برتون پروژهٔ بزرگ بعدی خود یعنی بیتل جوس پیشنهاد داده شد. بیتل جوس یک کمدی ترسناک ماورایی دربارهٔ زوج جوانی است که پس از مرگ مجبور می‌شوند در همین دنیا بمانند و خانواده‌ای مالک خانه‌شان می‌شوند. اما دختر نوجوان خانواده روح آن‌ها را می‌بیند. بازیگران این فیلم الک بالدوین، جینا دیویس، وینونا رایدر، گلن شادیکس و مایکل کیتون (بیتل جوس) هستند. فیلم با بودجهٔ ۱۳ میلیون دلاری، ۸۰ میلیون دلار فروش داشت و دهمین فیلم پرفروش سال ۱۹۸۸ شد. پس از موفقیت این فیلم، یک مجموعهٔ پویانمایی به همین نام از روی آن ساخته شد که برتون مدیر اجرایی تولید آن بود و از شبکهٔ ای‌بی‌سی و بعداً از شبکهٔ فاکس پخش شد.
بتمن

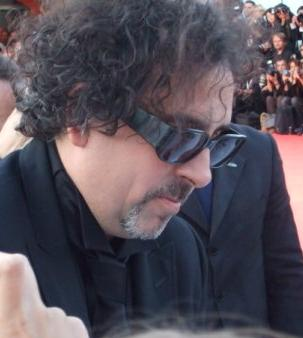
تیم برتون در جشنوارهٔ فیلم ونیز، ۵ سپتامبر ۲۰۰۷

توانایی تیم برتون در ساختن فیلم‌های موفق با بودجهٔ کم، مدیران استودیوها را تحت تأثیر قرار داد و به او فیلم بتمن که اولین فیلم او با بودجهٔ زیاد بود را پیشنهاد دادند. تولید فیلم با مشکلات زیادی مواجه شد. به‌طوری‌که برتون از آن به عنوان شکنجه و بدترین دوران زندگی خود یاد می‌کند. بزرگ‌ترین مشکل در مورد بازیگران بود. برتون، مایکل کیتون را به دلیل همکاری قبلی دربیتل جوس با وجود جثهٔ متوسط، بی‌تجربگی در فیلم‌های اکشن و شهرت به عنوان بازیگر کمدی، برای نقش بتمن انتخاب کرد. اگرچه برتون در نهایت پیروز شد؛ اما طرفداران زیادی در ابتدا نسبت به این انتخاب خشمگین شدند. طوری‌که ۵۰٬۰۰۰ نامهٔ اعتراض‌آمیز به دفتر وارنر بروس فرستاده شد. برتون در پاسخ گفت که مسخره است که مردی درشت‌هیکل را برای نقش بتمن انتخاب کند و اصرار داشت که یک جنگجوی شنل‌دار باید فردی عادی (البته خیلی ثروتمند) باشد که لباسی خفاشی می‌پوشد تا با خلافکاران بجنگد. جک نیکلسون هم برای نقش ژوکر برگزیده شد. فیلمدر  ژوئن ۱۹۸۹ منتشر شد و با فروش بیش از ۲۵۰ میلیون دلار در آمریکا و ۴۰۰ میلیون دلار در جهان یکی از پرفروش‌ترین فیلم‌های تاریخ شد. در نقدهای این فیلم بازی کیتون و نیکلسون و جنبه‌های تولید فیلم مورد تحسین قرار گرفت و جک نیکلسون نامزد جایزهٔ گلدن گلوب شد. موفقیت این فیلم، برتون را به عنوان کارگردانی سودآور معرفی کرد و الهام‌بخش پویانمایی بتمن که پس از آن ساخته شد، بود. بتمن تأثیر زیادی بر فیلم‌های ابرقهرمانانه‌ای گذاشت که بعداً ساخته‌شدند. تیم برتون دربارهٔ این اثرگذاری به شوخی گفت: «وقتی من بتمن را ساختم مثل این بود که اولین فیلم سیاه از روی کتاب کمیک ساخته شده‌است. حالا همه می‌خواهند که فیلم ابرقهرمانانهٔ سیاه و جدی بسازند. فکر می‌کنم من مسئول این تغییر هستم.»
تیم برتون همچنین گفته‌است که از کتاب بتمن:کشتن ژوکر برای فیلم بتمن الهام گرفته‌است:
| « | من هیچ‌وقت طرفدار کتاب‌های کمیک نبودم اما همیشه عاشق تصویر بتمن و جوکر بودم. دلیل اینکه طرفدار کتاب کمیک نبودم و فکر می‌کنم به زمان کودکیم برمی‌گردد این بود که به سختی می‌توانستم بگویم کدام قسمت را باید بخوانم. نمی‌دانم این خوانش‌پریشی یا چیز دیگری بود اما دلیل اینکه عاشق کتاب کشتن جوکر بودم این بود که برای اولین بار می‌توانستم بگویم کدام قسمت را باید بخوانم. آن کتاب مورد علاقه‌ام بود. اولین کتاب کمیکی بود که دوستش داشتم؛ و موفقیت آن رمان‌های تصویری، ایده‌های ما را قابل‌قبول‌تر کرد.» | » |

ادوارد دست قیچی
برتون در سال ۱۹۹۰ نویسندگی (به همراه کارولین تامپسون) و کارگردانی ادوارد دست قیچی را انجام داد. این فیلم که نشان‌دهندهٔ دید متفاوت برتون است با موفقیت زیادی روبرو شد و در آمریکای شمالی حدود ۵۶ میلیون و در جهان حدود ۸۶ میلیون دلار فروش کرد. وینونا رایدر برای دومین بار در این فیلم با او همکاری کرد و جانی دپ که در اواخر دههٔ ۱۹۸۰ به خاطر بازی در مجموعه تلویزیونی خیابان جامپ شمارهٔ ۲۱ به بازیگری محبوب تبدیل شده بود، نقش ادوارد را که اختراع جدید مخترعی عجیب (با بازی وینسنت پرایس) بود ایفا کرد. ادوارد در ظاهر انسان بود اما به دلیل مرگ ناگهانی سازنده‌اش به جای دست، قیچی داشت و به همین خاطر به تنهایی در قصری در اطراف شهر زندگی می‌کرد. قرار داشتن مکان فیلم در حومهٔ شهر و فیلمبرداری در لوتس، فلوریدا باعث شد فیلم به عنوان زندگینامهٔ شخصی دوران کودکی برتون در بربنک دیده شود. پرایس گفته بود: «تیم همان ادوارد است.» جانی دپ هم نظری مشابه این گفته را با توجه به اولین دیدار خود با تیم برتون برای این فیلم در مقدمهٔ کتاب برتون به روایت برتون نوشتهٔ مارک سالیسبری عنوان کرده‌است. در چندین نقد، ادوارد دست قیچی یکی از بهترین فیلم‌های برتون معرفی شده‌است. جانی دپ پس از این فیلم در فیلم‌های اد وود، اسلیپی هالو، چارلی و کارخانهٔ شکلات‌سازی، عروس مرده، سوئینی تاد: آرایشگر شیطانی خیابان فلیت، آلیس در سرزمین عجایب و سایه‌های سیاه با برتون همکاری کرد.
بازگشت بتمن
پس از موفقیت فیلم بتمن، وارنر بروس پیشنهاد کارگردانی بازگشت بتمن را به برتون داد. برتون عنوان کرده‌بود: «پیشنهاد را قبول می‌کنم به شرطی که ادامهٔ آن چیزی جدید و هیجان‌انگیز ارائه کند، در غیر این صورت این متعجب‌کننده‌ترین پیشنهاد است.» در نهایت برتون پیشنهاد را پذیرفت و نتیجهٔ کار بازگشت بتمن با بازی مایکل کیتون در نقش شوالیهٔ تاریکی و تبهکارانی جدید مانند دنی دویتو (پنگوئن)، میشل فایفر (زن گربه‌ای) و کریستوفر واکن (مکس شرک) بودند. پل روبنس نیز که نقش پی‌وی را در ماجراجویی بزرگ پی‌وی بازی کرده بود، نقش کوتاهی به عنوان پدر پنگوئن ایفا کرد. بازگشت بتمن که در سال ۱۹۹۲ اکران شد حدود ۲۶۷ میلیون دلار در جهان فروش کرد این فیلم، سومین فیلم پرفروش آن سال در آمریکا و ششمین فیلم پرفروش جهان شد و موفقیت دیگری برای برتون بود.
کابوس قبل از کریسمس
برتون نویسنده و تهیه‌کنندهٔ فیلم کابوس قبل از کریسمس (۱۹۹۳) است. او به دلیل محدودیت‌های برنامهٔ کاری ساخت فیلم بازگشت بتمن نتوانست کارگردانی آن را انجام دهد و آن را به هنری سلیک واگذار کرد. مایکل مک دووال و کارولین تامپسون فیلمنامهٔ آن را بر اساس داستان، شخصیت‌ها و دنیایی که برتون ساخته‌است، نوشتند. دنی الفمن علاوه بر آهنگسازی و سرودن اشعار فیلم، آوازهای شخصیت جک اسکلینگتون را هم اجرا کرد. الفمن این کار را اینگونه توصیف کرد: «یکی از آسان‌ترین کارهایی که تا به حال انجام داده‌ام. من با جک اسکلینگتون شباهت‌های زیادی داشتم.» فیلم با نظرهای مثبتی دربارهٔ روش استاپ‌موشن انیمیشن، موسیقی و داستان اصلی مواجه شد و به موفقیت در گیشه دست‌یافت. این فیلم سال ۲۰۰۶ به صورت سه‌بعدی درآمد.
پسر ملوان
برتون در سال ۱۹۹۴ با دنیس دی نووی تهیه‌کنندگی فیلم کمدی–فانتزی پسر ملوان را به عهده گرفتند. آدام رزنیک، کارگردان و نویسندهٔ فیلم و کریس الیوت، نقش اول فیلم بود. در ابتدا برتون می‌خواست کارگردان این فیلم باشد اما وقتی فیلم اد وود به او پیشنهاد شد کارگردانی این فیلم را به رزنیک واگذار کرد. فیلم با موفقیت روبرو نشد و در نظرسنجی راتن تومیتوز نمرهٔ ۴۶ از ۱۰۰ گرفت.
اد وود
این فیلم که در سال ۱۹۹۴ و به کارگردانی برتون ساخته شد، زندگی اد وود، فیلمسازی را نشان می‌دهد که از او به عنوان بدترین کارگردان تاریخ نام می‌برند. جانی دپ در این فیلم نقش اد وود را بازی کرد و دربارهٔ این فیلم بعداً گفت: «فقط با شنیدن ۱۰ دقیقه دربارهٔ پروژه، آن را قبول کردم.» آهنگسازی این فیلم به هاوارد شور سپرده شد. در حالی که اد وود با شکست تجاری مواجه شد اما با نقدهای مثبتی روبرو شد و مارتین لاندو جایزهٔ اسکار بهترین بازیگر نقش مکمل را برای ایفای نقش بلا لوگاسی دریافت کرد.
بتمن برای همیشه
با وجود اینکه بازگشت بتمن به کارگردانی برتون، موفقیت زیادی کسب کرده بود، وارنر بروس، جوئل شوماخر را برای کارگردانی فیلم سوم بتمن یعنی بتمن برای همیشه استخدام کرد و برتون به همراه پیتر مک‌کروگراسکات، تهیه‌کنندگی آن را به عهده گرفت. به دنبال تغییر کارگردان، مایکل کیتون از نقش بتمن کناره‌گیری کرد و وال کیلمر جای او را گرفت. فیلم با بازیگران جدیدی مثل تامی لی جونز، نیکول کیدمن، کریس اودانل و جیم کری شناخته شد. این فیلم با فروش ۳۳۶ میلیون دلار به موفقیت بزرگی در گیشه دست یافت. شوماخر برای کارگردانی فیلم بعدی یعنی بتمن و رابین که فیلمی مشهور نشد، استخدام شد و برتون در این فیلم همکاری نکرد.
جیمز و هلوی غول‌پیکر
سال ۱۹۹۶ تیم برتون و سلیک در فیلم تخیلی و موزیکال جیمز و هلوی غول‌پیکر بر اساس کتاب رولد دال دوباره با هم همکاری کردند. برتون تهیه‌کننده و سلیک کارگردان این فیلم بودند. بازیگران و صداپیشگان فیلم پل تری، ریچارد درایفس، سوزان ساراندون، دیوید تیولیس بودند. آهنگساز فیلم رندی نیومن بود. فیلم حدود ۲۹ میلیون دلار فروش کرد.
مریخ حمله می‌کند!
مریخ حمله می‌کند! فیلمی علمی–تخیلی، کمدی و دلهره‌آور است که در سال ۱۹۹۶ ساخته شد. برتون و دنی الفمن در این فیلم دوباره با هم همکاری کردند. جک نیکلسون، پیرس برازنان، مایکل جی فاکس، سارا جسیکا پارکر، ناتالی پورتمن، آنت بنینگ، لوکاس هاس، گلن کلوز، آنت بنینگ، کریستینا اپل‌گیت، جک بلک و لیسا مری بازیگران این فیلم بودند. این فیلم خیلی موفق نبود و در جهان ۱۰۱ میلیون دلار فروش کرد.
اسلیپی هالو
فیلم اسلیپی هالو به کارگردانی برتون که سال ۱۹۹۹ اکران شد، داستانی ماورایی دارد و بر اساس داستان کوتاه واشینگتن اروینگ ساخته شد. جانی دپ در این فیلم نقش ایکابد کرین، کارآگاهی علاقه‌مند به تحقیقات جرم‌شناسی را بازی کرد (در حالی که در داستان اصلی واشینگتن اروینگ، ایکابد معلم است). اسلیپی هالو نشان‌دهندهٔ مبارزهٔ تیم برتون با سیستم هالیوود بود. برتون با ساخت این فیلم ادای احترامی به فیلم‌های ترسناک شرکت انگلیسی فیلم همر کرد. کریستوفر لی که یکی از ستاره‌های شرکت همر بود هم نقش کوتاهی در این فیلم ایفا کرد. مایکل گاف، جفری جونز و کریستوفر واکن نقش‌های مکمل را بازی کردند. کریستینا ریچی که قبلاً با تهیه‌کنندهٔ فیلم، اسکات رودین همکاری کرده‌بود، نقش کاترینا ون‌تسل را بازی کرد. آهنگسازی خاص دنی الفمن به سبک گوتیک هم به جذابیت فیلم افزود. اسلیپی هالو حدود ۲۰۶ میلیون دلار فروش کرد و با موفقیت زیادی روبرو شد. این فیلم برنده جایزهٔ اسکار بهترین کارگردان هنری و دو جایزهٔ بفتا برای بهترین طراح لباس و بهترین طراح اجرایی شد.
سیارهٔ میمون‌ها
فیلم سیارهٔ میمون‌ها به کارگردانی برتون، فیلمی علمی–تخیلی است که در سال ۲۰۰۱ و بر اساس رمان پیر بول ساخته شد. این فیلم با فروش ۳۶۲ میلیون دلار در جهان به موفقیت دست یافت و نهمین فیلم پرفروش جهان در آن سال شد. آهنگساز این فیلم هم دنی الفمن است. در زمان فیلمبرداری سیارهٔ میمون‌ها برتون با هلنا بونهام کارتر آشنا شد و از آن زمان تا سال ۲۰۱۴ شریک زندگی او بود. همچنین این فیلم نخستین همکاری برتون با تهیه‌کننده، ریچارد دی زانوک بود.
ماهی بزرگ
ماهی بزرگ فیلمی تخیلی و ماجراجویانه به کارگردانی برتون است که در سال ۲۰۰۳ و بر اساس رمان ماهی بزرگ: رمان تناسب‌های افسانه‌ای نوشتهٔ دنیل والاس ساخته شد. داستان فیلم دربارهٔ آشتی پسری با پدری در حال مرگ به نام ادوارد بلوم است که داستان‌هایی آمیخته با رنگ و مبالغه دربارهٔ زندگی خود می‌گوید. نقش‌های اصلی فیلم ایوان مک‌گرگور در نقش جوانی ادوارد بلوم و آلبرت فینی در نقش پیری ادوارد بلوم هستند. جسیکا لنگ، بیلی کروداپ، دنی دویتو، الیسون لومن، ماریون کاتیلرد و هلنا بونهام کارتر دیگر بازیگران فیلم هستند. ماهی بزرگ، ۱۲۲ میلیون دلار در جهان فروش کرد و نامزد ۴ جایزهٔ گولدن گلوب شد. دنی الفم برای آهنگسازی این فیلم، نامزد جایزهٔ اسکار بهترین موسیقی فیلم و نامزد جایزهٔ گرمی بهترین موسیقی فیلم شد.
چارلی و کارخانهٔ شکلات‌سازی
چارلی و کارخانهٔ شکلات‌سازی که سال ۲۰۰۵ و به کارگردانی برتون ساخته‌شد، اقتباسی از کتابی به همین نام نوشتهٔ رولد دال است. جانی دپ در نقش ویلی وانکا، فردریک هایمور در نقش چارلی باکت، هلنا بونهام کارتر در نقش خانم باکت (مادر چارلی)، کریستوفر لی در نقش پدر ویلی وانکا و دیپ روی در نقش اومپا لومپا بازی کردند. این فیلم ۴۷۴ میلیون دلار در جهان فروش کرد و هشتمین فیلم پرفروش جهان در آن سال و نامزد جایزهٔ اسکار بهترین طراح لباس شد. جانی دپ برای این فیلم نامزد جایزهٔ گولدن گلوب بازیگر مرد نقش اصلی در ژانر موزیکال یا کمدی شد. دنی الفمن، آهنگساز فیلم و جان آگست، نویسندهٔ فیلمنامه، نامزد جایزهٔ گرمی برای قسمت موزیکال خوشامدگویی ویلی وانکا شدند. برتون و الفمن هم‌زمان با این فیلم روی انیمیشن عروس مرده نیز کار می‌کردند.
عروس مرده
عروس مرده یک پویانمایی تخیلی و موزیکال به کارگردانی برتون و مایک جانسون است که در سال ۲۰۰۵ و به روش استاپ‌موشن ساخته شد. جانی دپ صداپیشهٔ ویکتور ون دورت و هلنا بونهام کارتر صداپیشهٔ امیلی (عروس مرده) است. برتون در این فیلم، بار دیگر توانست از سبک آشنا و مخصوص به خود مانند تقابل پیچیدهٔ نور و تاریکی و گیر افتادن بین دو دنیای متفاوت و متضاد استفاده کند. عروس مرده با فروش ۱۱۷ میلیون دلاری به موفقیت در گیشه دست یافت.
استخوان‌ها
استخوان‌ها (۲۰۰۶) یک کلیپ موسیقی است که برتون آن را کارگردانی کرده‌است. استخوان‌ها یکی از تک‌آهنگ‌های گروه کیلرز از آلبوم دوم آنها یعنی شهر سام است. بازیگران این ویدئو کلیپ مایکل استگر و دون آوکی هستند. در این کلیپ صحنه‌هایی هم از فیلم‌های موجودات مرداب سیاه، جیسون و آرگوناتها و لولیتا وجود دارد. گروه موسیقی به همراه استگر و آوکی در طول فیلم کم‌کم به اسکلت تبدیل می‌شوند.
سوئینی تاد، آرایشگر شیطانی خیابان فلیت

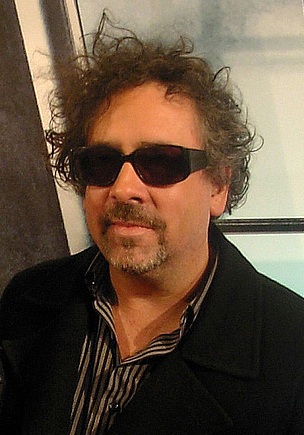
تیم برتون در افتتاحیهٔ نمایش سوئینی تاد در مادرید (اسپانیا)، سال ۲۰۰۷

سوئینی تاد، فیلمی ترسناک و موزیکال به کارگردانی برتون است که سال ۲۰۰۷ ساخته شد. این فیلم بازسازی فیلمی به همین نام است که سال ۱۹۷۹ ساخته شده بود. تهیه‌کنندگان آن دریم‌ورکس و برادران وارنر هستند. این فیلم موفق، حدود ۱۵۲ میلیون دلار در جهان فروش کرد و نامزد ۲ جایزهٔ گولدن گلوب و برندهٔ ۲ جایزهٔ گولدن گلوب شد. برتون نامزد جایزهٔ گولدن گلوب بهترین کارگردان و برندهٔ جایزهٔ بهترین کارگردان از جوایز هیئت ملی بازبینی فیلم شد. همچنین این فیلم برندهٔ جایزهٔ گلدن گلوب بهترین فیلم موزیکال یا کمدی، نامزد دو جایزهٔ بفتا در طراحی لباس و گریم، نامزد جایزهٔ اسکار بهترین دستاورد در طراحی لباس و برندهٔ جایزهٔ اسکار بهترین دستاورد برای کارگردان هنری شد.
جانی دپ برای ایفای نقش سوئینی تاد نامزد جایزهٔ اسکار بهترین بازیگر نقش اول، برندهٔ جایزهٔ گلدن گلوب بهترین بازیگر مرد فیلم موزیکال یا کمدی، برندهٔ جایزهٔ بهترین نقش منفی از جوایز سینمایی ام‌تی‌وی و برندهٔ جایزهٔ ملی فیلم بریتانیا شد. هلنا بونهام کارتر هم برای ایفای نقش خانم لاوت برندهٔ «جایزه فیلم‌های انگلیسی» و نامزد جایزهٔ گولدن گلوب شد.
کریس نشاویتی در مجلهٔ انترتینمنت ویکلی به این فیلم نمرهٔ A منفی داد و نوشت: «بالا و پایینی صدای دپ هنگام آواز خواندن باعث تحیر می‌شود و با خودت فکر می‌کنی که او دیگر چه مهارت‌هایی دارد که نشان نداده‌است. دیدن دپ در نقش آرایشگری که با تیغ کار می‌کند تو را یاد ۱۸ سال پیش می‌اندازد که ادوارد دست قیچی به سرعت درختان را به شکل‌های مختلف درمی‌آورد و اگر تیم برتون و جانی دپ با هم آشنا نمی‌شدند ما همهٔ این زیبایی‌های عجیب را از دست می‌دادیم».
۹
در سال ۲۰۰۵ فیلمسازی به نام شان اکر فیلم کوتاهی به نام ۹ را منتشر کرد که دربارهٔ عروسکی با ادراک است که در دنیایی رو به نابودی در آینده، سعی می‌کند تا از نابودی خودش و ۸ عروسک دیگر توسط ماشین‌ها جلوگیری کند. این فیلم نامزد جایزهٔ اسکار بهترین فیلم کوتاه پویانمایی شد. تیم برتون و تیمر بکمامبتوف پس از دیدن این فیلم کوتاه به ساخت فیلمی بلند بر اساس همین داستان علاقه نشان‌دادند. کارگردان فیلم بلند ۹ که فیلمی علمی–تخیلی، اکشن و ماجراجویانه است، شان آکر و تهیه‌کنندگان آن تیم برتون و تیمر بکمامبتوف هستند. آکر و پاملا پتلر فیلمنامهٔ آن را نوشتند و الیجا وود، جان سی ریلی، جنیفر کانلی، کریستوفر پلامر و مارتین لاندو صداپیشگان فیلم هستند. آهنگساز فیلم هم دنی الفمن است. این فیلم ۴۸ میلیون دلار در جهان فروش کرد.

آلیس در سرزمین عجایب

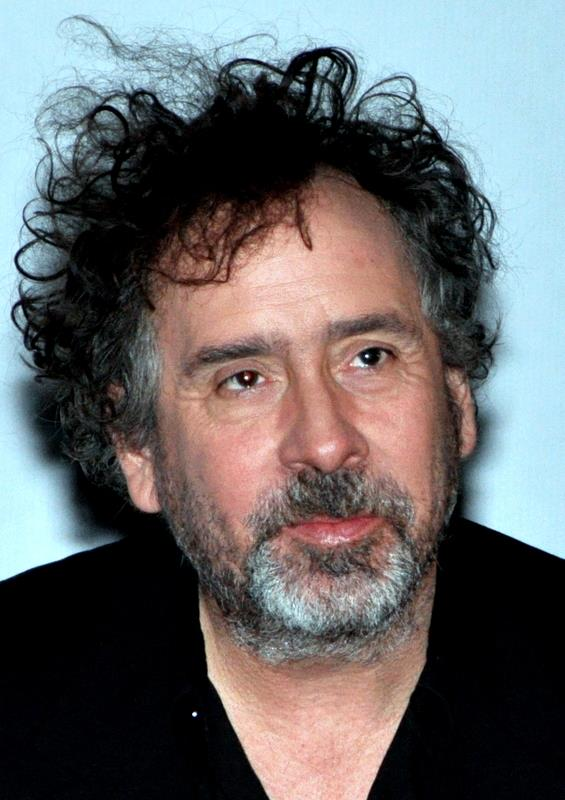
تیم برتون در مراسم افتتاحیهٔ نمایش فرنکن‌وینی در فرانسه، ۲۳ اکتبر ۲۰۱۲

آلیس در سرزمین عجایب ترکیبی از فیلم و پویانمایی رایانه‌ای در ژانر تخیلی و ماجراجویانه است که سال ۲۰۱۰ به کارگردانی برتون ساخته شد. داستان این فیلم ۱۳ سال پس از زمان داستان اصلی، نوشتهٔ لوئیس کارول اتفاق می‌افتد. زمان فیلم دورهٔ ویکتوریا است. فیلمبرداری این فیلم در خانهٔ آنتونی (مکانی تاریخی) در تورپوینت انجام شد. بقیهٔ کار تولید در لندن انجام شد. ابتدا قرار بود که فیلم در سال ۲۰۰۹ اکران شود اما به ۱۹ مارس ۲۰۱۰ موکول شد. میا واشیکوفسکا در نقش آلیس، جانی دپ در نقش کلاهدوز دیوانه، هلنا بونهام کارتر در نقش ملکهٔ قرمز، ان هتوی در نقش ملکهٔ سفید، و کریسپین گلاور در نقش شوالیهٔ قلب‌ها ایفای نقش کردند و استیون فرای صداپیشهٔ گربه چشایر، آلن ریکمن صداپیشهٔ هزارپایی به نام ابسولم، مایکل شین صداپیشهٔ خرگوش سفیدی به نام مک توئیسپ و مت لوکاس صداپیشهٔ دوقلوها بودند. این فیلم با بودجهٔ ۲۰۰ میلیون دلاری، یک میلیارد در جهان فروش کرد و یازدهمین فیلم پرفروش جهان و دومین فیلم پرفروش سال ۲۰۱۰ شد. این فیلم برندهٔ دو جایزهٔ اسکار برای بهترین کارگردان هنری و بهترین طراح لباس و نامزد گلدن گلوب بهترین فیلم کمدی یا موزیکال شد. جانی دپ برای ایفای نقش کلاهدوز دیوانه، نامزد جایزهٔ گلدن گلوب بهترین بازیگر مرد فیلم موزیکال یا کمدی و دنی الفمن نامزد جایزهٔ گلدن گلوب بهترین آهنگسازی شد.
سایه‌های سیاه
سایه‌های سیاه فیلمی کمدی–ترسناک به کارگردانی برتون است که سال ۲۰۱۲ و براساس مجموعه‌ای گوتیک (۱۹۶۶–۱۹۷۱) به همین نام ساخته شده‌است. تهیه‌کنندگان فیلم، ریچارد دی زانوک، جانی دپ، کریستی دمبروفسکی، گراهام کینگ و دیوید کندی هستند. این فیلم، آخرین فیلمی بود که ریچارد دی زانوک پیش از مرگش تهیه‌کنندگی کرد. جانی دپ علاوه بر تهیه‌کنندگی این فیلم، نقش خون‌آشامی به نام بارناباس کالینز را نیز ایفا کرده‌است. هلنا بونهام کارتر، اوا گرین، میشل فایفر، جانی لی میلر، کلویی گریس مورتس، جکی ارل هیلی، بلا هیتکوت و آلیس کوپر دیگر بازیگران این فیلم هستند. آهنگساز فیلم دنی الفمن است. سایه‌های سیاه ۱۰ مه ۲۰۱۲ اکران شد و با بودجهٔ ۱۵۰ میلیون دلاری، ۲۳۸٬۷۲۷٬۱۴۹ دلار در جهان فروش کرد.
آبراهام لینکلن شکارچی خون‌آشام
کارگردان این فیلم اکشن، ترسناک و سه بعدی تیمور بکمامبتوف است و برتون به همراه او تهیه‌کنندهٔ این فیلم بود. ست گراهام‌اسمیت فیلمنامهٔ آن را بر اساس رمان خودش نوشت. بنجامین واکر (در نقش آبراهام لینکلن)، دومینیک کوپر، مری الیزابت وینستد و روفس سوئل بازیگران آن بودند. آبراهام لینکلن: شکارچی خون‌آشام ۲۲ ژوئن ۲۰۱۲ اکران شد. این فیلم با بودجهٔ ۶۹ میلیون دلاری، حدود ۱۱۶ میلیون دلار در جهان فروش کرد.
فرنکن‌وینی
فرنکن‌وینی انیمیشنی سه‌بعدی و سیاه و سفید به کارگردانی، تهیه‌کنندگی و نویسندگی برتون است که به روش استاپ‌موشن ساخته‌شد، بازسازی فیلم کوتاه فرنکن‌وینی است که برتون در سال ۱۹۸۴ ساخت. با اینکه آن زمان دیزنی از این فیلم استقبال نکرد و برتون دیزنی را ترک کرد، اما توزیع‌کنندهٔ این فیلم دیزنی است. مراسم افتتاحیهٔ نمایش این فیلم ۲۰ سپتامبر ۲۰۱۲ در جشنوارهٔ فیلم فنتستک در آستین، تگزاس برگزار شد. فرنکن‌وینی ۵ اکتبر ۲۰۱۲ در سینماهای آمریکا به نمایش درآمد. این فیلم با بودجهٔ ۳۹ میلیون دلاری، حدود ۸۱ میلیون دلار در جهان فروش کرد و نامزد جایزهٔ اسکار بهترین پویانمایی سال ۲۰۱۳ شد.
چشمان بزرگ
چشمان بزرگ فیلمی زندگینامه‌ای به کارگردانی برتون است که سال ۲۰۱۴ ساخته شد. آهنگساز این فیلم دنی الفمن و بازیگران آن ایمی آدامز، کریستف والتس، دنی هوستون، کریستن ریتر، ترنس استامپ و جیسون شوارتزمن بودند. ایمی آدامز برای بازی در این فیلم برنده جایزه گلدن گلوب بهترین بازیگر زن فیلم موزیکال یا کمدی و نامزد جایزه بفتای بهترین بازیگر نقش اول زن شد. کریستف والتس نیز برای بازی در این فیلم نامزد جایزه گلدن گلوب شد. لانا دل ری هم نامزد جایزه گلدن گلوب برای آهنگ چشمان بزرگ شد. بودجه فیلم ۱۰ میلیون دلار و فروش فیلم در گیشه ۲۹ میلیون دلار بود.
آلیس در آن‌سوی آینه
آلیس در آن‌سوی آینه فیلمی فانتزی و ماجراجویی به کارگردانی جیمز بابین است که در سال ۲۰۱۶ ساخته‌شد. نویسنده فیلم لیندا وولورتون و آهنگساز آن دنی الفمن است. برتون یکی از چهار تهیه‌کننده این فیلم بود. دیگر تهیه‌کنندگان فیلم جو روث، سوزانا تاد، و جنیفر تاد هستند. آلیس آنسوی آینه دنباله فیلم آلیس در سرزمین عجایب به کارگردانی برتون است. بازیگران اصلی این فیلم میا واشیکوفسکا، جانی دپ، هلنا بونهام کارتر، ان هتوی، ساشا بارون کوهن، و ریس ایفانز هستند. بودجه فیلم ۱۷۰ میلیون دلار و فروش آن حدود ۲۹۹ میلیون دلار بود.
خانه دوشیزه پرگرین برای بچه‌های عجیب
خانه دوشیزه پرگرین برای بچه‌های عجیب فیلمی ماجراجویی و فانتزی به کارگردانی تیم برتون است که در سال ۲۰۱۶ ساخته شد. نویسنده فیلم جین گولدمن، فیلم‌نامه آن را بر اساس رمانی به همین نام اثر رنسام ریگز نوشت. در این فیلم بازیگرانی همچون اوا گرین، ایسا باترفیلد، کریس اودوود، الیسون جنی، ترنس استامپ، روپرت اورت، جودی دنچ و ساموئل ال. جکسون ایفای نقش کردند. بودجه فیلم ۱۱۰ میلیون دلار و فروش آن ۲۵۳٫۵ میلیون دلار بود.
ونزدی
برتون چهار قسمت از مجموعهٔ ونزدی از شبکهٔ نتفلیکس را کارگردانی کرد. این مجموعه توانست رکورد فصل چهارم چیزهای عجیب در هفته اول اکران را بشکند و به ۵۰۰ میلیون ساعت بازدید برسد. در مدت سه هفته پس از انتشار، این مجموعه به دومین مجموعهٔ انگلیسی‌زبان نتفلیکس با بیشترین میزان بازدید تبدیل شد. ونزدی نامزد جایزه گلدن گلوب بهترین مجموعه تلویزیونی – موزیکال یا کمدی شد.

## زندگی خصوصی
برتون در سال ۱۹۸۹ با هنرمندی آلمانی به نام لنا جیسک ازدواج کرد. اما در سال ۱۹۹۲ از هم جدا شدند. او همان سال با بازیگر و مدلی با نام لیزا ماری آشنا شد. رابطه آنها تا سال ۲۰۰۱ طول کشید. در این مدت لیزا ماری در فیلم‌های برتون مثل اد وود، مریخ حمله می‌کند!، اسلیپی هالو و سیارهٔ میمون‌ها بازی کرد. پس از آن در زمان ساخت فیلم سیارهٔ میمون‌ها با هلنا بونهام کارتر آشنا شد که این رابطه تا سال ۲۰۱۴ دوام داشت. برتون و هلنا دو فرزند دارند: پسری به نام بیلی ریموند (ترکیب اسم پدر هلنا و اسم پدر برتون)، زادهٔ ۴ اکتبر ۲۰۰۳ و دیگری دختری به نام نل، زادهٔ ۱۵ دسامبر ۲۰۰۷ است. در دسامبر ۲۰۱۴ برتون و کارتر اعلام کردند که از هم جدا شده‌اند. در فوریهٔ ۲۰۲۳ گزارش شد که برتون و بازیگر ایتالیایی مونیکا بلوچی در رابطه‌اند. آنها در جشنواره فیلم لومیر در اکتبر ۲۰۲۲ با یکدیگر دیدار کردند.
جانی دپ که دوست صمیمی تیم برتون است، پدرخواندگی فرزندان آنها را به عهده گرفته‌است. در مقدمهٔ کتاب برتون به روایت برتون جانی دپ عنوان کرده‌است: «دربارهٔ او دیگر چه می‌توانم بگویم؟ او برادر، دوست و پدر فرزندخوانده‌ام است. او بی‌نظیر و شجاع است. او کسی است که به خاطرش تا آخر دنیا می‌روم و به خوبی می‌دانم که او هم برای من همین کار را خواهد کرد.»
تیم برتون رئیس هیئت داوران شصت و سومین جشنوارهٔ فیلم کن ۲۰۱۰ بود که از ۱۲ تا ۲۴ مه ۲۰۱۲ در کن (فرانسه) برگزار شد. او همچنین در ۱۵ مارس ۲۰۱۰ نشان افتخار «شوالیهٔ هنر و ادب» را از وزیر فرهنگ فرانسه، فردریک میتران دریافت کرد.

## فیلم‌شناسی
| سال  | عنوان                                  | توزیع‌کننده                      |
| ---- | -------------------------------------- | ------------------------------- |
| ۱۹۸۵ | ماجراجویی بزرگ پی‌وی                    | برادران وارنر پیکچرز            |
| ۱۹۸۸ | بیتل‌جوس                                | برادران وارنر پیکچرز            |
| ۱۹۸۹ | بتمن                                   | برادران وارنر پیکچرز            |
| ۱۹۹۰ | ادوارد دست‌قیچی                         | فاکس قرن بیستم                  |
| ۱۹۹۲ | بازگشت بتمن                            | برادران وارنر                   |
| ۱۹۹۴ | اد وود                                 | استودیو سینمایی والت دیزنی      |
| ۱۹۹۶ | مریخ حمله می‌کند!                       | برادران وارنر                   |
| ۱۹۹۹ | اسلیپی هالو                            | پارامونت پیکچرز                 |
| ۲۰۰۱ | سیاره میمون‌ها                          | فاکس قرن بیستم                  |
| ۲۰۰۳ | ماهی بزرگ                              | گروه سینمایی سونی پیکچرز        |
| ۲۰۰۵ | چارلی و کارخانه شکلات‌سازی              | برادران وارنر                   |
| ۲۰۰۵ | عروس مرده                              | برادران وارنر                   |
| ۲۰۰۷ | سوئینی تاد: آرایشگر شیطانی خیابان فلیت | پارامونت پیکچرز / برادران وارنر |
| ۲۰۱۰ | آلیس در سرزمین عجایب                   | استودیو سینمایی والت دیزنی      |
| ۲۰۱۲ | سایه‌های سیاه                           | برادران وارنر                   |
| ۲۰۱۲ | فرنکن‌وینی                              | استودیو سینمایی والت دیزنی      |
| ۲۰۱۴ | چشمان بزرگ                             | واینستین کمپانی                 |
| ۲۰۱۶ | خانه دوشیزه پرگرین برای بچه‌های عجیب    | فاکس قرن بیستم                  |
| ۲۰۱۹ | دامبو                                  | استودیو سینمایی والت دیزنی      |
| ۲۰۲۴ | بیتل‌جوس بیتل‌جوس                        | برادران وارنر                   |

## جوایز
برتون در طی ۳۰ سال فعالیت در عرصهٔ فیلم‌سازی، در جشنواره‌ها و مراسم متعددی نامزد شده و جوایزی را نیز دریافت کرده‌است:
| جایزهٔ اسکار                                              | جایزهٔ اسکار                          | جایزهٔ اسکار                 | جایزهٔ اسکار                | جایزهٔ اسکار |
| -------------------------------------------------------- | ------------------------------------ | --------------------------- | -------------------------- | ----------- |
| سال                                                      | جایزه                                | بخش                         | فیلم                       | نتیجه       |
| ۲۰۰۶                                                     | جایزهٔ اسکار                          | بهترین انیمیشن سال          | عروس مرده                  | نامزدشده    |
| ۲۰۱۳                                                     | جایزهٔ اسکار                          | بهترین انیمیشن سال          | فرنکن‌وینی                  | نامزدشده    |
| جایزهٔ گلدن گلوب                                          |                                      |                             |                            |             |
| سال                                                      | جایزه                                | بخش                         | فیلم                       | نتیجه       |
| ۲۰۰۸                                                     | گوی طلایی                            | بهترین کارگردان             | سوئینی تاد                 | نامزدشده    |
| جایزهٔ آکادمی فیلم‌های علمی –تخیلی، فانتزی و ترسناک آمریکا |                                      |                             |                            |             |
| سال                                                      | جایزه                                | بخش                         | فیلم                       | نتیجه       |
| ۲۰۰۸                                                     | جایزهٔ ساترن                          | بهترین کارگردان             | سوئینی تاد                 | نامزدشده    |
| ۲۰۰۰                                                     | جایزهٔ ساترن                          | بهترین کارگردان             | اسلیپی هالو                | نامزدشده    |
| ۱۹۹۷                                                     | جایزهٔ ساترن                          | بهترین کارگردان             | مریخ حمله می‌کند!           | نامزدشده    |
| ۱۹۹۳                                                     | جایزهٔ ساترن                          | بهترین کارگردان             | بازگشت بتمن                | نامزدشده    |
| ۱۹۹۰                                                     | جایزهٔ ساترن                          | بهترین کارگردان             | بیتل جوس                   | نامزدشده    |
| جایزهٔ بفتا                                               |                                      |                             |                            |             |
| سال                                                      | جایزه                                | بخش                         | فیلم                       | نتیجه       |
| ۲۰۰۴                                                     | جایزهٔ دیوید لین                      | بهترین کارگردان             | ماهی بزرگ                  | نامزدشده    |
| جایزهٔ جشنواره بین‌المللی فیلم ونیز                        |                                      |                             |                            |             |
| سال                                                      | جایزه                                | بخش                         | فیلم                       | نتیجه       |
| ۲۰۰۷                                                     | جایزهٔ افتخاری شیر طلایی              | برای یک عمر دستاوردهای هنری |                            | برنده       |
| ۲۰۰۵                                                     | جایزهٔ جشنوارهٔ فیلم                   |                             | عروس مرده                  | برنده       |
| جایزهٔ انجمن منتقدان فیلم آرژانتین                        |                                      |                             |                            |             |
| سال                                                      | جایزه                                | بخش                         | فیلم                       | نتیجه       |
| ۲۰۰۶                                                     | شاهین نقره‌ای                         | بهترین فیلم خارجی           | عروس مرده                  | نامزدشده    |
| ۲۰۰۵                                                     | شاهین نقره‌ای                         | بهترین فیلم خارجی           | ماهی بزرگ                  | نامزدشده    |
| ۱۹۹۶                                                     | شاهین نقره‌ای                         | بهترین فیلم خارجی           | اد وود                     | نامزدشده    |
| جایزهٔ انجمن ملی فیلم ایتالیا                             |                                      |                             |                            |             |
| سال                                                      | جایزه                                | بخش                         | فیلم                       | نتیجه       |
| ۲۰۰۸                                                     | ربان نقره‌ای                          | بهترین کارگردان غیراروپایی  | سوئینی تاد                 | نامزدشده    |
| ۲۰۰۶                                                     | ربان نقره‌ای                          | بهترین کارگردان خارجی       | عروس مرده                  | نامزدشده    |
| ۲۰۰۰                                                     | ربان نقره‌ای                          | بهترین کارگردان خارجی       | اسلیپی هالو                | نامزدشده    |
| جایزهٔ آنی                                                |                                      |                             |                            |             |
| سال                                                      | جایزه                                | بخش                         | فیلم                       | نتیجه       |
| ۲۰۰۶                                                     | جایزهٔ آنی                            | بهترین کارگردان انیمیشن     | عروس مرده                  | نامزدشده    |
| جایزهٔ انجمن منتقدان پخش‌کنندهٔ فیلم                        |                                      |                             |                            |             |
| سال                                                      | جایزه                                | بخش                         | فیلم                       | نتیجه       |
| ۲۰۰۸                                                     | جایزهٔ انتخاب منتقدین                 | بهترین کارگردان             | سوئینی تاد                 | نامزدشده    |
| ۲۰۰۴                                                     | جایزهٔ انتخاب منتقدین                 | بهترین کارگردان             | ماهی بزرگ                  | نامزدشده    |
| جایزهٔ انجمن تهیه‌کنندگان آمریکا                           |                                      |                             |                            |             |
| سال                                                      | جایزه                                | بخش                         | فیلم                       | نتیجه       |
| ۲۰۱۰                                                     | جایزهٔ تهیه‌کنندهٔ فیلم سال             | بهترین انیمیشن              | ۹                          | نامزدشده    |
| ۲۰۰۶                                                     | جایزهٔ تهیه‌کنندهٔ فیلم سال             | بهترین انیمیشن              | عروس مرده                  | نامزدشده    |
| جوایز دیگر                                               |                                      |                             |                            |             |
| سال                                                      | جایزه                                | بخش                         | فیلم                       | نتیجه       |
| ۲۰۰۹                                                     | جایزهٔ امپایر                         | بهترین کارگردان             | سوئینی تاد                 | نامزدشده    |
| ۲۰۰۸                                                     | جشنوارهٔ فیلم‌های فانتزی آمستردام      | جایزهٔ دستاوردهای حرفه‌ای     |                            | برنده       |
| ۲۰۰۷                                                     | هیئت ملی بازبینی فیلم                | جایزهٔ بهترین کارگردان       | سوئینی تاد                 | برنده       |
| ۲۰۰۶                                                     | جایزهٔ آماندا                         | بهترین فیلم خارجی           | چارلی و کارخانه شکلات سازی | نامزدشده    |
| ۲۰۰۴                                                     | جایزهٔ انجمن منتقدان فیلم شیکاگو      | جایزه CFCA بهترین کارگردان  | ماهی بزرگ                  | نامزدشده    |
| ۲۰۰۴                                                     | جایزهٔ دیوید دی‌دناتلو                 | بهترین فیلم خارجی           | ماهی بزرگ                  | نامزدشده    |
| ۲۰۰۱                                                     | جایزهٔ انحصاری دی‌وی‌دی                 | بهترین فیلم اینترنتی        | دنیای پسر لکه‌ای            | نامزدشده    |
| ۱۹۹۷                                                     | جایزهٔ گلدن ستلایت                    | بهترین فیلم یا انیمیشن      | جیمز و هلوی غول‌پیکر        | نامزدشده    |
| ۱۹۹۵                                                     | نخل طلای جشنوارهٔ فیلم کن             | بهترین فیلم                 | اد وود                     | نامزدشده    |
| ۱۹۹۲                                                     | جایزهٔ سنت جوردی                      | بهترین فیلم خارجی           | ادوارد دست قیچی            | برنده       |
| ۱۹۹۰                                                     | انجمن ملی صاحبان سینما (جایزه شووست) | بهترین کارگردان سال         |                            | برنده       |
| ۱۹۸۴                                                     | جشنوارهٔ بین‌المللی انیمیشن اتاوا      | جایزهٔ مخاطب                 | وینسنت                     | برنده       |

## نمایشگاه‌ها
موزهٔ هنر مدرن (MOMA)
برتون از ۲۲ نوامبر ۲۰۰۹ تا ۲۶ آوریل ۲۰۱۰ نمایشگاهی از آثارش را در موزهٔ هنر مدرن در نیویورک با بیش از ۷۰۰ طراحی، نقاشی، عکس، طرح داستان، تصاویر متحرک، عروسک، ماکت، لباس و پوسترهای سینمایی برگزار کرد.
مرکز استرالیایی تصاویر متحرک (ACMI)
نمایشگاه برتون پس از موزهٔ هنر مدرن، مستقیم به نمایشگاه «مرکز استرالیایی تصاویر متحرک» در ملبورن رفت. او در این نمایشگاه که از ۲۴ ژوئیه تا ۱۰ اکتبر ۲۰۱۰ برگزار شد، آثار دیگری هم مربوط به فیلم آلیس در سرزمین عجایب که مارس همان سال اکران شد را به آثارش اضافه کرده بود.
نمایشگاه جشنوارهٔ بین‌المللی فیلم تورنتو (TIFF)
جشنوارهٔ بین‌المللی فیلم تورنتو در آنتاریو، کانادا از ۲۶ نوامبر ۲۰۱۰ تا ۱۷ آوریل ۲۰۱۱ برگزار شد. در این نمایشگاه علاوه بر آثاری که از فیلم‌های برتون وجود داشت خود او هم چند بار در آن حضور پیدا کرد.
نمایشگاه موزهٔ هنر لس آنجلس (LACMA)
کتاب هنر تیم برتون در نمایشگاه موزهٔ هنر لس آنجلس (لاکما) از ۲۹ مه تا ۳۱ اکتبر ۲۰۱۱ در غرفهٔ رزنیک به نمایش درآمد. همچنین لاکما ۶ فیلم از وینسنت پرایس که بازیگر محبوب برتون بود را به مناسبت صدمین تولد پرایس در طول هفتهٔ آخر نمایشگاه نشان داد.
نمایشگاه سینماتک فرانسه
نمایشگاه آثار برتون در نمایشگاه سینماتک فرانسه از ۷ مارس تا ۵ اوت ۲۰۱۲ در پاریس برگزار شد.
موزهٔ هنر سئول (SeMA)
آثار برتون در موزهٔ هنر سئول از ۱۲ دسامبر ۲۰۱۲ تا ۱۴ آوریل ۲۰۱۳ در سئول، کرهٔ جنوبی به نمایش گذاشته شدند. در این نمایشگاه ۸۶۲ اثر از آثار برتون مانند نقاشی، طراحی، فیلم کوتاه و دیگر آثار مربوط به او مثل مجسمه، موسیقی و لباس‌هایی که در فیلم‌های بلند او استفاده شده‌اند به نمایش گذاشته شدند.
استون‌بل‌هاوس پراگ
آثار برتون شامل صدها نقاشی، طراحی، عکس و مجسمه از ۲۸ مارس تا ۳ اوت ۲۰۱۴ در نمایشگاهی به نام تیم برتون و دنیایش در استون‌بل‌هاوس پراگ به نمایش گذاشته می‌شود.